# Hymenophyllum myriocarpum
Hymenophyllum myriocarpum är en hinnbräkenväxtart som beskrevs av William Jackson Hooker. Hymenophyllum myriocarpum ingår i släktet Hymenophyllum och familjen Hymenophyllaceae.

## Underarter
Arten delas in i följande underarter:
- H. m. endiviifolium
- H. m. nigrescens